# Syndyas lustricola
Syndyas lustricola är en tvåvingeart som beskrevs av Teskey och Chillcott 1977. Syndyas lustricola ingår i släktet Syndyas och familjen puckeldansflugor. Inga underarter finns listade i Catalogue of Life.